# Georg Heß (Pädagoge)
Georg Heß, auch Georg Hesse (* 15. Dezember 1613 in Gotha; † 28. August 1694 ebenda) war ein deutscher Lehrer.

## Leben
Georg Heß Vater verstarb bereits 1616, sodass sein Stiefvater, der Schuhmacher Elias Mädel ihn zum Studium bestimmte.
Er erhielt anfangs Privatunterricht zu Hause und kam 1623 an das Gymnasium Illustre in Gotha, das damals vom Rektor Andreas Wilke (1562–1631) geleitet wurde, dazu erhielt er privaten Unterricht durch die Gymnasiallehrer Peter Füldner und Johann Weitz sowie in der Prima durch den Rektor Wilke.
Nach Beendigung des Gymnasiums immatrikulierte er sich an der Universität Jena und studierte von 1631 bis 1634 Theologie und Philologie; in dieser Zeit hörte er Vorlesungen bei Johannes Major, Johann Gerhard, Johann Himmel, Philipp Horst,  Hieronymus (II) Praetorius (1595–1651), Paul Slevogt, Daniel Stahl, Heinrich Hofmann (1576–1652), Johann Michael Dilherr und Johann Zeisold. Während des Studiums war er auch einige Zeit Hauslehrer im Haus des Mediziners und Hochschullehrers Zacharias Brendel. Von 1634 bis 1635 besuchte er die Universität Erfurt und hörte Vorlesungen bei Nicolaus Zapf und Georg Großhain (1601–1638). Nach Beendigung seiner Studien war er bis 1636 als Hauslehrer in der Familie des Kriegskommissars Reinhard Wilhelm von Wangenheim in Gotha tätig.
1636 wurde er Pfarrsubstitut in Haina, musste die Stelle jedoch aufgrund der dortigen kriegerischen Entwicklung, der schwedische Feldmarschall Johan Banér war ins Land eingefallen, und der wütenden Pest, kurz darauf wieder verlassen. Von 1636 bis 1637 hielt er sich als Hauslehrer in Eisenach auf und erhielt am 19.  September 1637 die Stelle des Konrektors am Gothaer Gymnasium.
Nach dem Tode des Gothaer Rektors Andreas Reyher wurde ihm am 12. Juli 1673, trotz seines hohen Alters von Herzog Friedrich I. von Sachsen-Gotha-Altenburg das Rektorat des Gothaer Gymnasiums übertragen, das er bis zu seinem Tod bekleidete; seit 1692 wurde er durch Johann Heinrich Rumpel und 1693 durch Gottfried Vockerodt unterstützt.
Georg Heß war seit 1638 mit Anna Elisabeth (1622–1688), der Tochter des Mathematik-Professors Michael Wolf, verheiratet, die auch eine Enkelin des Rektors Andreas Wilke war; gemeinsam hatten sie zehn Kinder, die jedoch bereits alle vor ihm verstarben.
Sein gesamtes Vermögen von 4.120 Meißnischen Gulden vermachte er verschiedenen Stiftungen, unter anderem dem Witwen- und Waisenfiskus der Lehrer des Gothaer Gymnasiums, das durch seine Unterstützung gegründet werden konnte. Auch seine Ehefrau hatte ihr Vermögen für verschiedene Zwecke gestiftet, so unter anderem für vier Stipendiate.

## Schriften (Auswahl)
- Disputatio physica de igni elementari. 1635.
- Parentatio M. Joh. Weitzii. 1642.
- Suada Gothana Latialis: Andreae Wilkii Orationes. 1657.
- Festa Christiana. 1676.
- De causis nigredinis lusus poeticus denuo editus. 1690